# مركز الدراسات الإستراتيجية والدبلوماسية
مركز الدراسات الإستراتيجية والدبلوماسية (بالإنجليزية: Centre for Strategic and Diplomatic Studies) هي مؤسسة بحثية تشمل أبحاثها خاصة تونس، وعموما الشرق الأوسط وشمال أفريقيا ودول المتوسط، وذلك في المجالات الأمنية والسياسية والاقتصادية.

أسس المركز وزير الخارجية التونسي السابق رفيق عبد السلام في 24 يناير 2014 وهو مديره العام، وله مقران رئيسيان يقعان في تونس العاصمة (تونس) ولندن (المملكة المتحدة).

## الأهداف
يعمل مركز الدراسات الإستراتيجية والديبلوماسية على تحقيق الأهداف التالية :
- تعميق الرؤية الإستراتيجية لتونس في جوارها المباشر ومحيطها الإقليمي الأوسع باتجاه دعم الشراكة والتعاون.
- رصد مجمل التغيرات الإقليمية والدولية وتأثير ذلك على الوضع في تونس.
- المساهمة في بلورة التوجهات العامة للسياسة الخارجية في تونس وخاصة مع دول الجوار المباشر.
- تمتين التعاون السياسي والاقتصادي والثقافي بين دول المنطقة.
- البحث في شروط التكامل المغاربي وإمكاناته والتعاون العربي الإفريقي.
- دراسة التحديات والمخاطر الأمنية والعنف السياسي في المنطقة وأسباب وطرق معالجته.
- البحث في قضايا الهجرة ومشكلات التنمية والبطالة وأوضاع المرأة الشابة.
- تشجيع البحث العلمي وتعميق الوعي بأهمية القضايا الإستراتيجية ورعاية الكفاءات البحثية والعلمية خاصة من الشباب.

## روابط خارجية
- الموقع الرسمي نسخة محفوظة 4 مارس 2020 على موقع واي باك مشين..